# Ariel Rivas
Ariel Rivas (nacido en la República Dominicana un 26 de mayo) es ganador del premio Grammy Latino y Mentor en Berklee College of Music, donde fue becado por excelencia académica, obteniendo un Máster en Music Business y otro en Artist Management. Es un destacado productor musical, manejador de artistas, ingeniero de grabación y productor de espectáculos y giras internacionales. Con más de 25 años de experiencia, ha sido nominado y galardonado con varios premios. 
Su influencia en la música latina ha sido significativa, colaborando con artistas de renombre mundial.

## Biografía
Ariel Rivas es catalogado como uno de los productores dominicanos de la industria del entretenimiento más talentosos. Descubrió su pasión por esta industria mientras estudiaba arquitectura en la universidad Veritas en Costa Rica, al igual que en la Universidad Iberoamericana UNIBE en la República Dominicana, logrando así unir sus dos grandes pasiones: el Diseño y la Música. 
Su talento quedó en evidencia cuando recibió una beca en el prestigioso Berklee College of Music en Boston, (EE. UU.), allí fue reconocido con el Cosby Scholarship Award por excelencia académica y obtuvo dos títulos Master: uno como Artist Manager y otro en Music Business. Actualmente se desempeña como Mentor de la institución. 
En sus más de 20 años de trayectoria en el mundo del entretenimiento ha producido música, espectáculos, videos, programas y especiales de televisión, así como el manejo exitoso y booking de reconocidos artistas. Su ingenio para diseñar e implementar estrategias integrales de negocios para artistas, lo han llevado a crear producciones alrededor del mundo para grandes estrellas como: Don Omar, Danny Rivera, Gilberto Santa Rosa, Victor Manuelle, Silvio Rodríguez, Luis Enrique, CNCO, Wisin, Rubén Blades, Luis Fonsi entre otros.  
Su habilidad como productor musical e ingeniería lo ha llevado a trabajar en numerosos proyectos discográficos, como la filmación y producción de “Todos Vuelven Live” la exitosa gira mundial del regreso de Rubén Blades y Seis del Solar con el cual Ariel Rivas obtuvo un premio Grammy Latino como productor del mejor disco de Salsa y fue nominado como mejor director de video de largo formato.  
“Lo que he querido hacer es llevar el nombre de nuestro país República Dominicana a otros lugares, como productor y manejador de artistas de alto nivel”, dice Rivas, 
Ha producido grandes espectáculos como la Ceremonia de inauguración y clausura del Mundial de Baseball en Panamá, la Inauguración del Nuevo Estadio Nacional de Costa Rica y la Ceremonia de Clausura de los Juegos Centroamericanos.  
El lema de sus empresas es: “Haciendo Grandes Cosas” que resume a la perfección su filosofía e influye en sus colaboradores ubicados en USA, Puerto Rico, República Dominicana, Colombia, México  y Costa Rica. 
Desde 1999 ha manejado la exitosa carrera artística de Danny Rivera, conocido intérprete puertorriqueño, quien ha sido ganador de discos de oro y platino con más de 20 millones de copias vendidas en su carrera. Ha destacado sus habilidades como productor musical e ingeniería en los trabajos discográficos “Enamorado de la Paz”, “Quiere Nacer”, “Amada Amante” “Te regalo una rosa”, homenaje a Juan Luis Guerra y “Mi tierra me llama” de Danny Rivera.
Rivas empezó como mánager de Danny Rivera desde que tenía 18 años, lo que hace que se sienta satisfecho de que artistas como los mencionados, que tienen una historia de éxitos desde antes que el naciera, hoy en día confíen en él. “He sido muy bendecido que personas como ellos hayan confiado en mí, y que uno pueda retribuirles, decirles que estamos haciendo las cosas bien”, manifiesta. Joven inquieto, durante los años en que estuvo estudiando en la universidad, recuerda que montaba shows cada tres meses. “Ahí empezamos juntando mesas de dibujo para hacer tarimas, luego pasando por todas las áreas, desde recoger cables, hasta productor ejecutivo”, revela un apasionado de lo que hace.
Con un gusto especial por la tecnología, sus empresas tiene ramificaciones que lo han llevado a dar todo tipo de servicio en lo que a producción de eventos se refiere.
video Video-EFX, pantallas de led, LED-EFX, disquera: Ariel Rivas Music, estudio de grabación: Sonido Verde, luces, sonido, compañías relacionadas con el entretenimiento y la producción de espectáculos.
Junto a Danny Rivera producen el programa "De Pura Cepa" en Puerto Rico, para PBS, una serie de televisión "con alma" que consta de entrevistas a personas mayores, tanto de Puerto Rico como del exterior, que con su existir o con sus haberes, son modelos inspiradores de vida para los televidentes. Este programa se transmitía todos los viernes por el Canal PBS 6,. Además, ha realizado varios especiales desde República Dominicana, Cuba, Costa Rica, New York, Chicago, etc. destacándose siempre su interés en promover la Cultura. El video de la presentación se puede observar en el canal de Youtube de Ariel Rivas. El programa tuvo gran éxito y se transmitió por espacio de 8 años.
Ha realizado varios eventos benéficos dentro de los cuales se destacan el evento benéfico "Un Canto a la Esperanza", por las víctimas de las inundaciones de Jimaní en República Dominicana, con la participación de Luis Fonsi, Chichí Peralta, Danny Rivera, Milly Quezada, Fernando Villalona, Pavel Núñez, Adalgisa Pantaleón, Ciudad de Ángeles, Frank Ceara, entre otros., Además de Varios eventos para dar becas a niños pobres de República Dominicana y Costa Rica.
El 3 de abril de 2011, Ariel Rivas produjo espectáculo para celebrar la Inauguración del Nuevo Estadio Nacional de Costa Rica con la participación de Gilberto Santa Rosa, Don Omar y Víctor Manuelle, grandes exponentes de la música latina.
En octubre de 2011 Fue contratado por el gobierno de Panamá, como productor general y ejecutivo de la inauguración y la Clausura del Mundial de Béisbol 2011, en el estadio Rod Carew en Panamá. Allí demostró su talento creando un gran espectáculo de luces, efectos, videos, coreografías y fuegos artificiales.
En el año 2009 Ariel Rivas hace una alianza estratégica con Juan Toro y www.therelentlessagency.com (enlace roto disponible en Internet Archive; véase el historial, la primera versión y la última). y realizaron la gira mundial de Rubén Blades y Seis del Solar “Todos Vuelven”, durante el mismo año. En honor a la exitosa gira, se realizó producción “Todos Vuelven Live”, compuesta por dos discos compactos y dos DVD que documenta la gira por Latinoamérica y Estados Unidos. Este proyecto llevó a Ariel Rivas a obtener dos nominaciones en los Grammys Latinos como Mejor Productor y Director de Video (versión larga) y Mejor álbum de Salsa en la categoría Tropical. El álbum ganó el Latin Grammy como Mejor disco de Salsa
Continuando con el crecimiento horizontal de sus compañías orientadas al mundo del entretenimiento, funda en el 2014 LIVE SERVICES GROUP, www.mundolive.com  una compañía innovadora especializada en dar soporte integral y personal humano en eventos en las áreas de seguridad, logística, ambiente, parqueos, fiscales, edecanes, limpieza, etc. Esta compañía inicia con un pacto estratégico que aseguró el éxito inmediato de su operación  con Parque Viva   en Costa Rica.

## Reconocimientos
- Diciembre 2011: recibió la beca estudiantil Bill Cosby en Berklee College of music por excelencia académica
- Premio Grammy Latino 2011 como productor: Mejor álbum de Salsa "Todos Vuelven Live", Rubén Blades y Seis del Solar (Ariel Rivas Music)  Archivado el 1 de marzo de 2018 en Wayback Machine.
- Nominación al Grammy Latino 2011: Mejor álbum de Salsa: “Todos Vuelven Live”, Rubén Blades y Seis del Solar (Ariel Rivas Music)
- Nominación al Grammy Latino 2011: Mejor productor y director de video versión larga: “Todos Vuelven Live”, Rubén Blades y Seis del Solar (Ariel Rivas Music)
- Medalla de reconocimiento de la fundación fenton por su labor en la producción de eventos para estimular la educación de la niñez Dominicana.

## Eventos destacados
Dentro de más de 1500 eventos realizados cabe destacar los siguientes:
- Gira Mundial Rubén Blades 2012 Cantos y Cuentos Urbanos (Productor Ejecutivo, Productor General, Booking Agent)
- Inauguración y Clausura del Mundial de Béisbol Panamá 2011 (Productor Ejecutivo y Productor General)
- Gira Mundial Rubén Blades y Seis del Solar Todos Vuelven (Productor Ejecutivo, Productor General, Booking Agent)
- Una Sola Salsa Tour -Rubén Blades y Gilberto Santa Rosa[16] (Productor General, Booking Agent)
- Rubén Blades Europa Tour 2011 (Productor General)
- La Historia Continúa, Gilberto Santa Rosa y Víctor Manuel (Productor General y Director Creativo)
- Danny Rivera, 50 años (Productor Ejecutivo, Productor General)
- Danny Rivera, Sinfónico (Productor Ejecutivo, Productor General)
- Danny Rivera, 45 Aniversario (Productor Ejecutivo, Productor General)
- Danny Rivera, Ocho Puertas (Productor Ejecutivo, Productor General)
- Daniel Calveti en Bellas Artes 2008 (Productor General, Stage Design, Director Artístico)
- Daniel Calveti en Bellas Artes 2007 (Productor General, Stage Design, Director Artístico)
- Danny Rivera, Enamorado de la Paz (Productor Ejecutivo, Productor General)
- Chichí Peralta y Son Familia, World Tour (Manager & Booking Agent)
- Milly Quezada, Con Milly una noche (Productor Ejecutivo, Productor General, Director Artístico)
- El 19 de junio de 2004 organizó el evento benéfico "Un Canto a la Esperanza",[17] por las víctimas de las inundaciones de Jimaní en República Dominicana, con la participación de Luis Fonsi, Chichi Peralta, Danny Rivera, Milly Quezada, Fernando Villalona, Pavel Núñez, Adalgisa Pantaleón, Ciudad de Ángeles, Frank Ceara, entre otros.
- Rubén Blades y Willie Colón, Siembra 25 años, San Juan, Puerto Rico (Promotor)

## Listado de artistas con los que ha trabajado y/o producido eventos (En orden Alfabético)
- Aerosmith
- Alejandra Guzmán
- Alejandro Fernández
- Amanda Miguel
- Amaury Sánchez
- Ana Belén
- Ana Torroja
- Antony Santos
- Aterciopelados
- Aventura
- Calle 13[18]
- Carlos Vives
- Chambao
- Chayanne
- Cheo Feliciano
- Chichi Peralta
- Daddy Yankee
- Daniel Calveti
- Don Omar
- Domingo Quiñonez
- Dyango
- Editus
- Ednita Nazario
- El Gran Combo
- Fabulosos Cadilacs
- Facundo Cabral
- Fiel a la Vega
- Franco De Vita
- Fulanito
- Gilberto Santa Rosa
- Glen Monroig
- Gloria Trevi
- Guillermo Davila
- Hector Acosta El Torito
- High School Musical
- Hilary Duff
- Ilegales
- Isabel Pantoja
- Jean Manuel Serrat
- Jesse McCartney
- Jesús Adrián Romero
- Jimmy Bosch
- Joaquín Sabina
- Juan Gabriel
- Juan Luis Guerra
- Julio Bocca
- Julio Sabala
- Kenny G
- La Historia Continúa, Gilberto Santa Rosa y Victor Manuelle
- LFO
- Lissette Álvarez
- Los Monjes Budistas del Tíbet
- Luis Fonsi
- Luis Raul
- Luis Santiago
- Mambé
- Maney
- Manny Manuel
- Marc Anthony
- Marcel Marceau
- Marco Antonio Múñíz
- Marco Antonio Solís
- Marcos Barrientos
- Melina León
- Michel Camilo
- Miguel Bosé
- Miley Cirus
- Milly Quezada
- Nancy Álvarez
- Natalia Oreiro
- Obbie Bermúdez
- Olga Tañón
- Osvaldo Ríos
- Ozzy Osbourne
- Pablo Milanes
- Paloma San Basilio
- Pandora
- Pavel Núñez
- Prince Royce
- Raven
- Rei Ortíz
- René González
- Ricardo Arjona
- Richie Ray & Bobby Cruz
- Roberto Blades
- Roberto Carlos
- Roberto Herrera
- Robi Draco Rosa
- Rosario Flores
- Roy Brown
- Rubén Blades
- Rubby Pérez
- Shakira
- Silvio Rodríguez
- Sophy Hernández
- Tego Calderón
- Tito el Bambino
- Toño Rosario
- Victor Manuelle
- Wisin y Yandel
- Yolandita Monge